# 阿部隆大
阿部 隆大（あべ りゅうだい、11月2日 - ）は、東京都出身の作曲家、編曲家、ギタリスト。

## 人物
2006年より『ACRYLICSTAB』のメンバーとしてギターを担当。
ロック、エレクトロをベースにアーティストへの楽曲提供をはじめ、ゲームやその他映像作品に楽曲提供をおこなっている。
「アベリューダイ」名義でも活動している。

## 主な参加作品

### アニメ
- はいたい七葉 1期（2012年） 音楽[1]
- SKE48の世界征服女子 ぬっこ。（2012年） 音楽[2]
- がんばれ！おでんくん （2013年） 音楽[1]
- はいたい七葉 2期（2013年） 音楽[2]
- Bloody Bunny （2013年） 音楽[2]
- 猫のダヤン（2014年） 音楽[1]
- 猫のダヤン 日本へ行く（2015年） 音楽[1]
- 一人之下 the outcast（2016年） 音楽
- シティーハンター 獠のプロポーズ（2016年） 音楽
- 天使の3P!（2017年） 音響協力
- 18if（2017年）  音楽
- 超アイドル伝説大森杏子（2018年）  音楽
- 八十亀ちゃんかんさつにっき（2019年） 音楽
- 天華百剣 〜めいじ館へようこそ!〜（2019年） 音楽
- 八十亀ちゃんかんさつにっき 2さつめ（2020年） 音楽
- 八十亀ちゃんかんさつにっき 3さつめ（2021年） 音楽

### ゲーム
- エスカ&ロジーのアトリエ 〜黄昏の空の錬金術士〜 挿入歌「無限大クロニクル」作曲 （2013年）[2]
- シャリーのアトリエ 〜黄昏の海の錬金術士〜 挿入歌「渇きの輪郭」作曲 （2014年）
- よるのないくに REC MIX （2015年）
- ソフィーのアトリエ 〜不思議な本の錬金術士〜 音楽（2015年）[3]
- Tokyo 7th シスターズ 音楽 「Clover×Clover」 「Hello…my friend」 「Girls Talk!」（2015年）[4]
- みつけて!おじぽっくる＋ テーマソング （2016年）[5]
- ストリートファイターV （2016年） バイソンステージ[6]
- フィリスのアトリエ 〜不思議な旅の錬金術士〜 エンディングテーマ「光ノ軌跡」作曲 （2016年）
- よるのないくに2 〜新月の花嫁〜 音楽監修 （2017年）
- ハイリゲンシュタットの歌　音楽監修 （2017年）
- ディフェンスウィッチーズ2　一部作編曲 （2017年）
- WHITEDAY 〜学校という名の迷宮〜 EDテーマ「数多の先」作曲 （2017年）
- リディー&スールのアトリエ 〜不思議な絵画の錬金術士〜　一部編曲 （2017年）
- 刀使ノ巫女 刻みし一閃の燈火 挿入歌「燈火結いて」 編曲 （2017年）
- レイヤードストーリーズ ゼロ 挿入歌「U N D O_A_L A Y E R」、「ウタカタMoment」作曲 （2018年）
- 私立ベルばら学園 ～ベルサイユのばらRe*imagination～ 主題歌「未完成アクター」作曲 （2019年）
- ブラックスター -Theater Starless-（2019年～、音楽制作・音楽ディレクター）[7]

### 映画
- スポチャン対決! 〜妖怪大決戦〜（2014年） 音楽[8]
- COCOLORS 音楽監修 （2017年）[9]

### 楽曲提供
- 五十嵐裕美 「Mausu Diva」（2012年）
- 松嵜麗 「Mausu Diva」（2012年）
- 中村桜 「Mausu Diva」（2012年）、「清桜」（2016年）
- 加隈亜衣 「Mausu Diva」（2012年） 、「いのりっくま」（2013年）
- みなみけ ただいま 「青春ファイティングポーズ♪」「瞳のANSWER」（2013年） キャラクターソング[2]
- U-KISS  「Inside Of Me」（2013年） インタールード制作[2]
- 水瀬いのり 「いのりっくま」（2013年）
- 新谷良子 「Blooming Line」（2014年）[2][10]
- 堀江由衣 「Smile Again」（2014年）スポチャン対決! ～ 妖怪大決戦 ～ ED曲 作曲
- 聖闘士星矢 Legend of Sanctuary（2014年）キャラクターソング 楽曲提供[2]
- 高野麻里佳 「Mausu Diva Cross」（2015年）
- 古木のぞみ 「Mausu Diva Cross」（2015年）
- 中恵光城 「Mausu Diva Cross」（2015年）
- 高井舞香 「Mausu Diva Cross」（2015年）
- 高田憂希 「Mausu Diva Cross」（2015年）
- 清水彩香・中村桜 「清桜」 作編曲 音楽監修 （2016年）
- 河西健吾 「風を待つ鳥」 編曲 （2016年）
- 五十嵐裕美、古木のぞみ、高田憂希、谷育子、大塚明夫、森田順平「ようこそ!マウスどうぶつえん」（2016年）
- 五十嵐裕美「I'm here」（2017年）
- 城姫クエスト キャラクターソング 楽曲提供 「桜花爛漫」 （2017年）
- アイカツスターズ! 「裸足のルネサンス」（2017年）
- 霜月はるか 「嘘ツキノササヤキ」 編曲 （2017年）
- Another Flower 霜月はるか・中恵光城 一部作編曲 （2017年）
- Chiffons 氷上恭子・増田ゆき・小島幸子 「大志を抱け!!」 （2017年）
- やなぎなぎ「ironi」編曲（2017年）
- Baby's breath. 遠藤ゆりか・古賀葵・大野柚布子 「Brand new Stage」（2018年）